# Daniel Thaly
Daniel Thaly (Roseau, 2 décembre 1879 — Dominique, 1er octobre 1950) est un poète martiniquais, qui s'est principalement illustré dans la littérature régionaliste. Poète exceptionnellement doué, admirant les grands Parnassiens de souche créole, maître du lyrisme romantique et de la versification, il fut qualifié de « Prince des Poètes antillais ».

## Biographie
Daniel Thaly est né à Roseau, capitale de la Dominique, d'une famille pierrotine originaire des Pyrénées et installée en Martinique depuis des siècles. Il fait ses études au Lycée de Saint-Pierre avant de rejoindre en 1897 la Faculté de Médecine de Toulouse, suivant ainsi la voie de son père, Hilaire, lui aussi médecin. Il rencontre alors les poètes Maurice Magre, Emmanuel Delbousquet, Paul-Jean Toulet, puis composa alors ses premiers poèmes, qui seront tous réunis en 1900 dans le recueil Lucioles et cantharides, couronné par l'Académie des Jeux floraux.

Après avoir été diplômé en 1905, il repart à Roseau tout en s'occupant de sa propriété d'Herbford, seul reste de la fortune familiale détruite après la catastrophe de 1902. Il publie dans de nombreuses revues des poèmes exaltant le double amour de la France et des Antilles et maintient d'étroits liens avec le milieu littéraire parisien. Ces poèmes font aussi l'objet de publications en recueils.

En 1939, après une dépression qui lui fait abandonner son activité médicale et venir en France en 1938, il est nommé bibliothécaire à la Bibliothèque Schœlcher où il reste jusqu'en 1945. Il retourne ensuite en Dominique, où il meurt en 1950.

## Œuvre
Considérable en volume comme en qualité, l'œuvre de Daniel Thaly lui a valu d'exercer une espèce de royauté littéraire aux Antilles-Guyane. Sa prééminence fut reconnue par les élites des trois communautés ethniques "Daniel Thaly se signale par l'élégance raffinée de son verbe, sa prosodie harmonieuse, son goût des recherches picturales, musicales et plastiques. Il compose des tableaux impressionnistes où passent les teintes les plus délicates du paysage tropical". Régis Antoine en parle comme l'un des derniers représentants d'une littérature de planteurs blancs créoles (Békés). Au contraire de son frère Fernand, très engagé dans les débats littéraires, notamment dans l’opposition à la négritude et au groupe Légitime défense, Daniel Thaly se veut avant tout un poète, d'inspiration parnassienne à ses débuts avant de se tourner vers des formes plus classiques avec la maturité.